# Лочери
Лочѐри (на италиански: Loceri; на сардински: Lotzeri, Лоцери) е село и община в Южна Италия, провинция Нуоро, автономен регион и остров Сардиния. Разположено е на 206 m надморска височина. Населението на общината е 1267 души (към 2010 г.).
До 2005 г. общината е част от провинция Нуоро.